# Wassyl Krytschewskyj

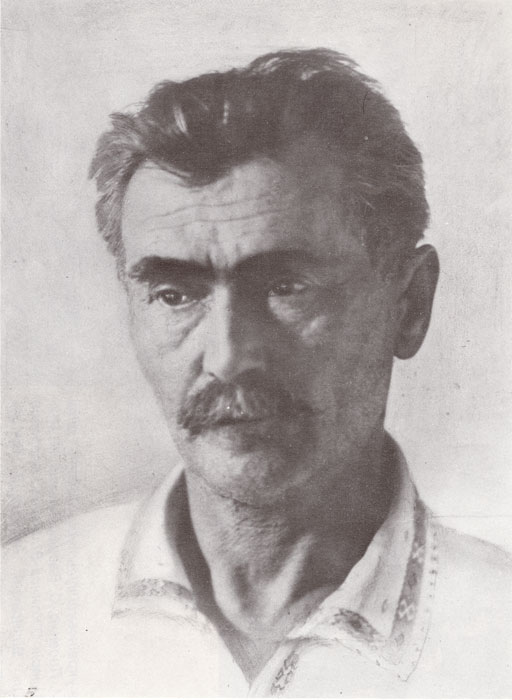
Wassyl Krytschewskyj 1928

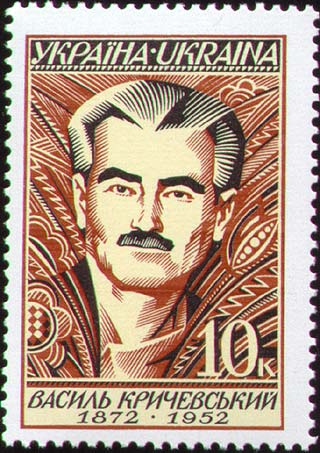
Ukrainische Briefmarke von 1997

Wassyl Hryhorowytsch Krytschewskyj (ukrainisch Василь Григорович Кричевський, russisch Василий Григорьевич Кричевский / Wassili Grigorjewitsch Kritschewski; * 31. Dezember 1872jul. / 12. Januar 1873greg. in Woroschba, Gouvernement Charkow, Russisches Kaiserreich; † 15. November 1952 in Caracas, Venezuela) war ein ukrainischer Kunstwissenschaftler, Landschaftsmaler, Architekt, Grafiker und Bühnenbildner.

## Leben
Wassyl Krytschewskyj kam als ältester Sohn eines zum orthodoxen Christentum konvertierten jüdischen Landarztes und einer ukrainischen Arzthelferin im Dorf Woroschba (Ворожба) im heutigen Rajon Lebedyn der ukrainischen Oblast Sumy zur Welt. Er wuchs mit seinem jüngeren Bruder Fedir Krytschewskyj, der ebenfalls Maler wurde, in Lebedyn auf.
Zwischen 1889 und 1892 studierte er Architektur an der Technischen Hochschule in Charkiw und arbeitete anschließend kurz in Baufirmen und Architekturbüros und von 1893 an bis 1902 in einem bekannten Charkiwer Architekturbüro.
Erste öffentliche Anerkennung errang er 1903, nachdem er einen Architekturwettbewerb für den Entwurf des Semtswo-Gebäudes in Poltawa (heute Poltawa-Regionalmuseum) gewann und damit einen neuen Stil auf der Grundlage der Traditionen der ukrainischen Volksarchitektur setzte und so einen Trend unter den jungen Architekten in der Ukraine auslöste. Krytschewskyjs holistischer Plan für ein modernes Gebäude war alles andere als rein dekorativ, sondern repräsentierte das, was als ukrainischer Modernismus bekannt geworden ist.
Als Maler war er stark vom Impressionismus beeinflusst. Er schuf etwa 300 Gemälde, vorwiegend Landschaften und Kiewer Stadtbilder, meist in Öl und Aquarell. Erstmals ausgestellt wurden seine Bilder 1897 in Charkiw. Weitere Ausstellungen in Sankt Petersburg (1899 bis 1902) und Kiew (1910 bis 1913) folgten.
Zwischen 1907 und 1910 entwarf er Bühnenbilder und Kostüme für etwa 15 Theaterstücke am Theater von Mykola Sadowskyj in Kiew und  von 1917 bis 1918 arbeitete er am ukrainischen Nationaltheater.

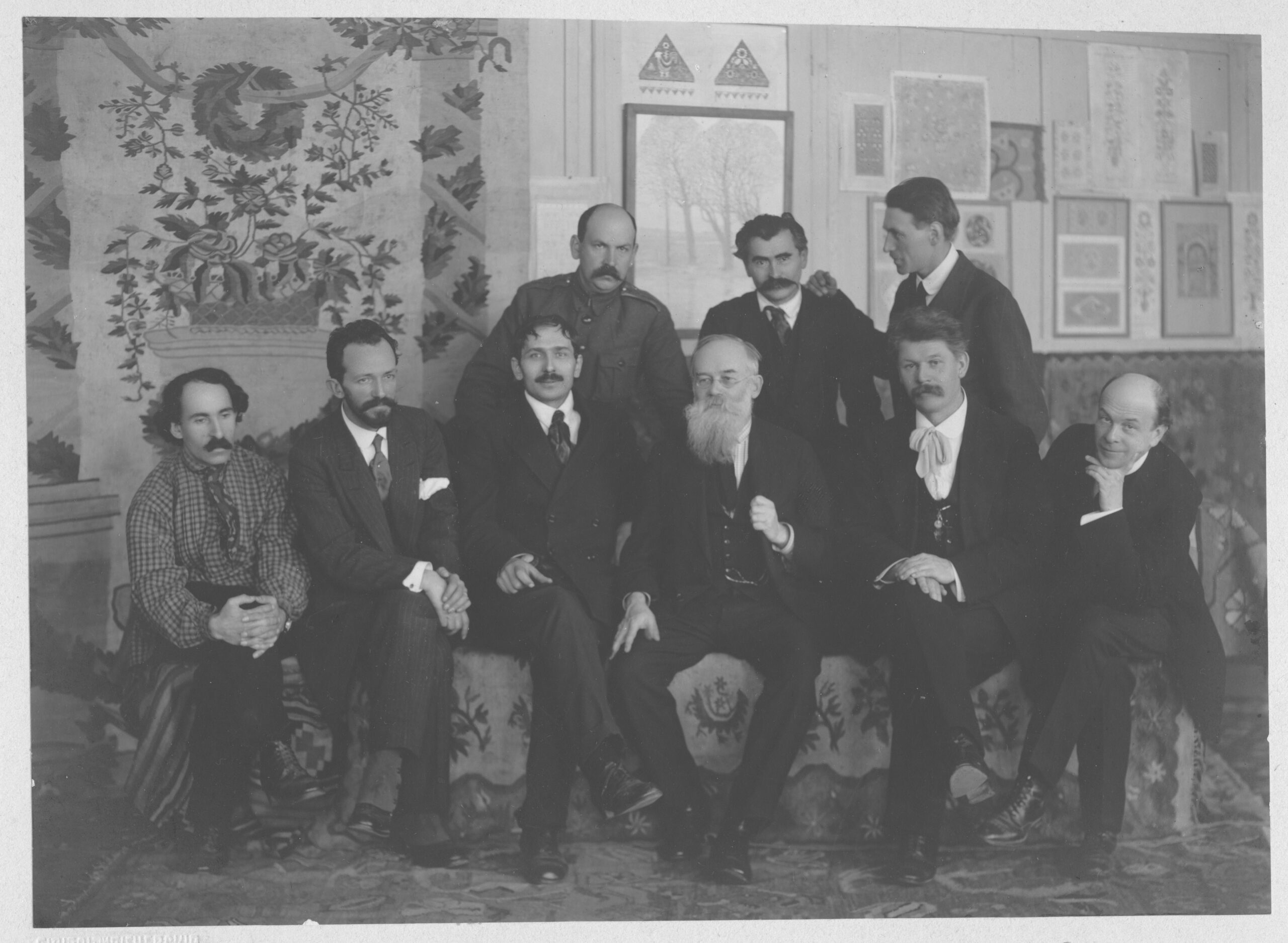
Gründer der Ukrainischen Staatlichen Akademie der Künste, 1917: Sitzend: Abram Manewitsch, Oleksandr Muraschko, Fedir Krytschewskyj, Mychajlo Hruschewskyj, Iwan Steschenko, Mykola Buratschek. Stehend: Heorhij Narbut, Wassyl Krytschewskyj, Mychajlo Bojtschuk.

1917 war er einer der Gründer der Nationalen Akademie der Bildenden Künste und Architektur in Kiew, an der er auch als Professor lehrte. 1918 wurde er von Mychajlo Hruschewskyj, dem ersten Präsidenten der Volksrepublik Ukraine beauftragt, Staatssymbole für den neu erstandenen Staat zu entwerfen, da er davon ausging, dass Krytschewskyj als Künstler mit ausgeprägtem Wissen über die Geschichte und Kultur der Ukraine ideal wäre, lakonische Symbole, die das Wesen des jungen Staates vermitteln, zu kreieren. Krytschewskyjs Entwurf eines Trysub wurde am 28. März 1918 als offizielles Wappen der Ukraine genehmigt.
1927 war er Professor für Architektur am Kunstinstitut in Odessa. Unter den Studenten war Iossif Karakis, der mit W. Krytschewskyj das Innere von Wohnungen und öffentlichen Gebäuden sowie Farbtechniken studierte.
Während der Sowjetzeit war er an zwölf ukrainischen Filmen entweder als Berater oder als künstlerischer Leiter beteiligt, darunter die Filme Taras Schewtschenko von 1926, Taras Trjassylo (Тарас Трясило) von 1927, Swenyhora von Oleksandr Dowschenko von 1927  und dem ersten ukrainischen Farbfilm Sorotschynskyj jarmarok (Сорочинський ярмарок) von 1939.
Im Frühjahr 1940 wurden in Kiew in einer großen Einzelausstellung 1055 Exponate seiner Kompositionen aus den Zeitraum von 1892 bis 1940 gezeigt. Im selben Jahr wurde ihm, gemeinsam mit seinem Bruder Fedir, die Titel Verdienter Künstler der UdSSR und Doktor der Kunstwissenschaften verliehen.
Während des Zweiten Weltkrieges verließ er die Stadt und ging nach Lemberg, wo er von 1943 bis 1944 einer der Organisatoren und Professor für Malerei an der dortigen Kunstakademie war. Anschließend ging er zunächst in die Slowakei und von dort nach Westdeutschland. 1945 wählte man ihn zum Ehrenmitglied der ukrainischen Akademie der Künste und Wissenschaften im Exil. 1949 wanderte er nach Venezuela aus. Dort starb er 1952, einen Monat vor seinem 80. Geburtstag. Seine sterblichen Überreste wurden 1975 auf den Friedhof der St. Andrew Memorial Church in South Bound Brook, New Jersey, Vereinigte Staaten überführt.
Eine umfangreiche Sammlung seiner Bilder und Aquarelle befindet sich im Ukrainischen Museum in New York.

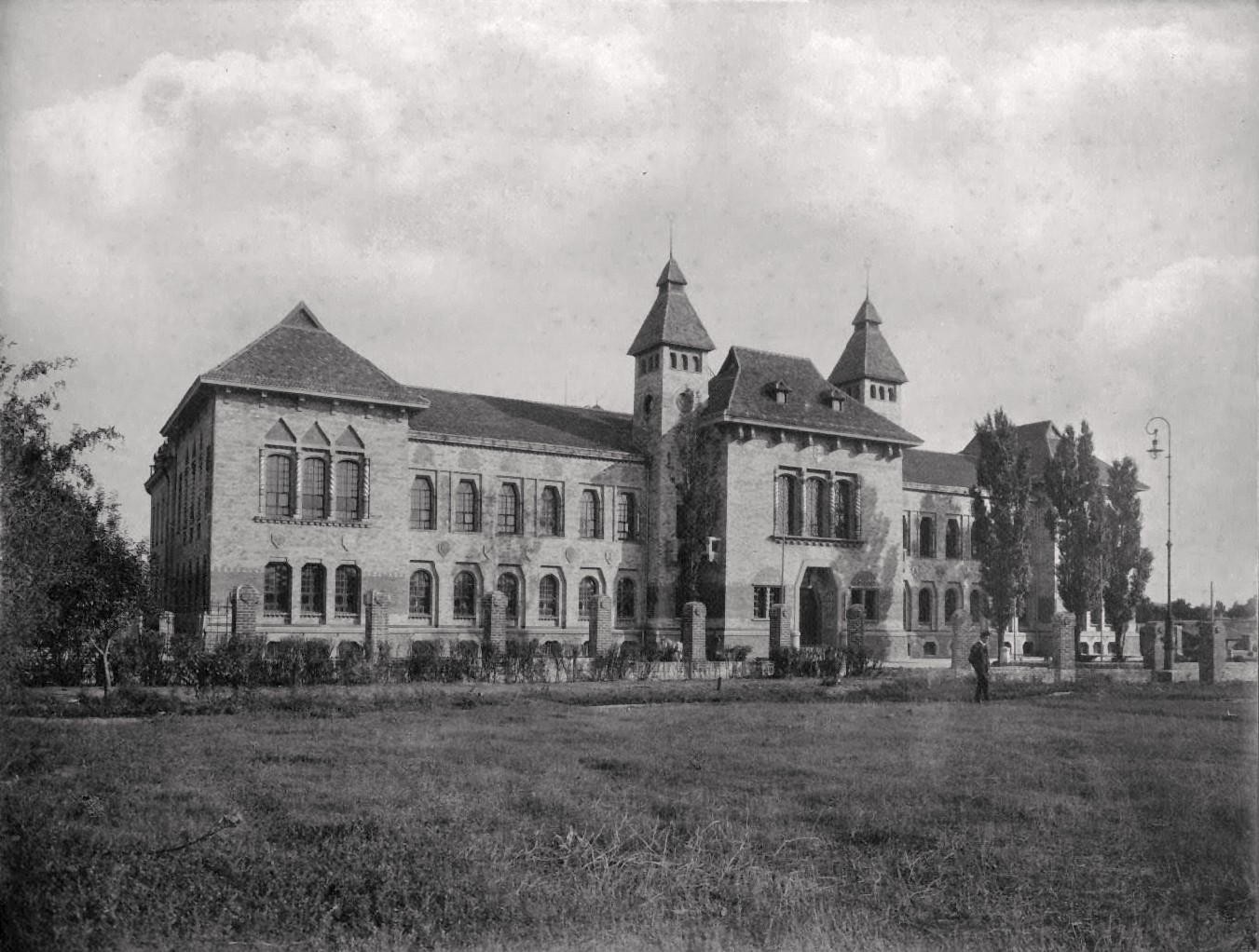
Semstwo-Gebäude in Poltawa, 1904
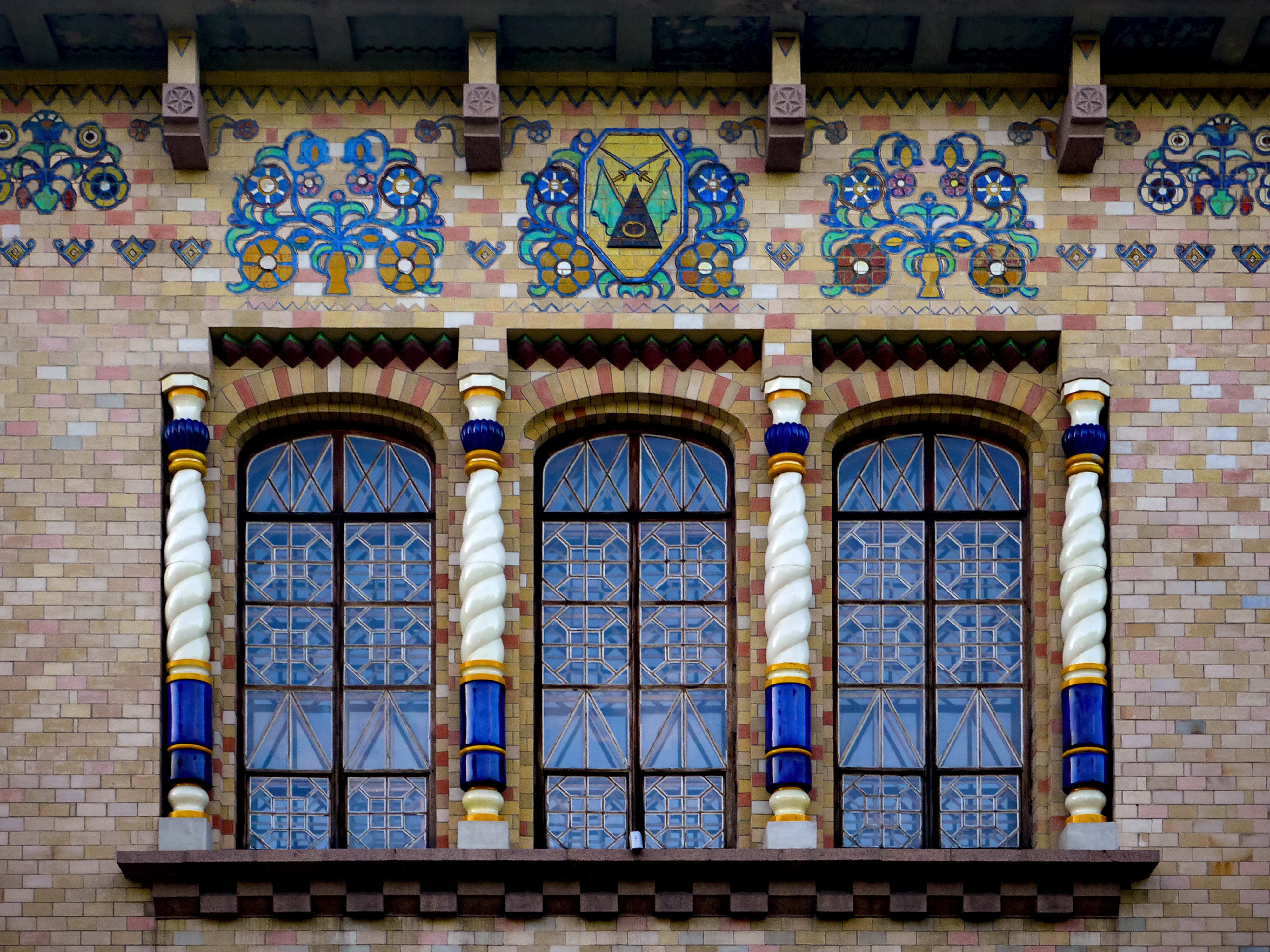
Fenster des Semstwo-Gebäude, 1908
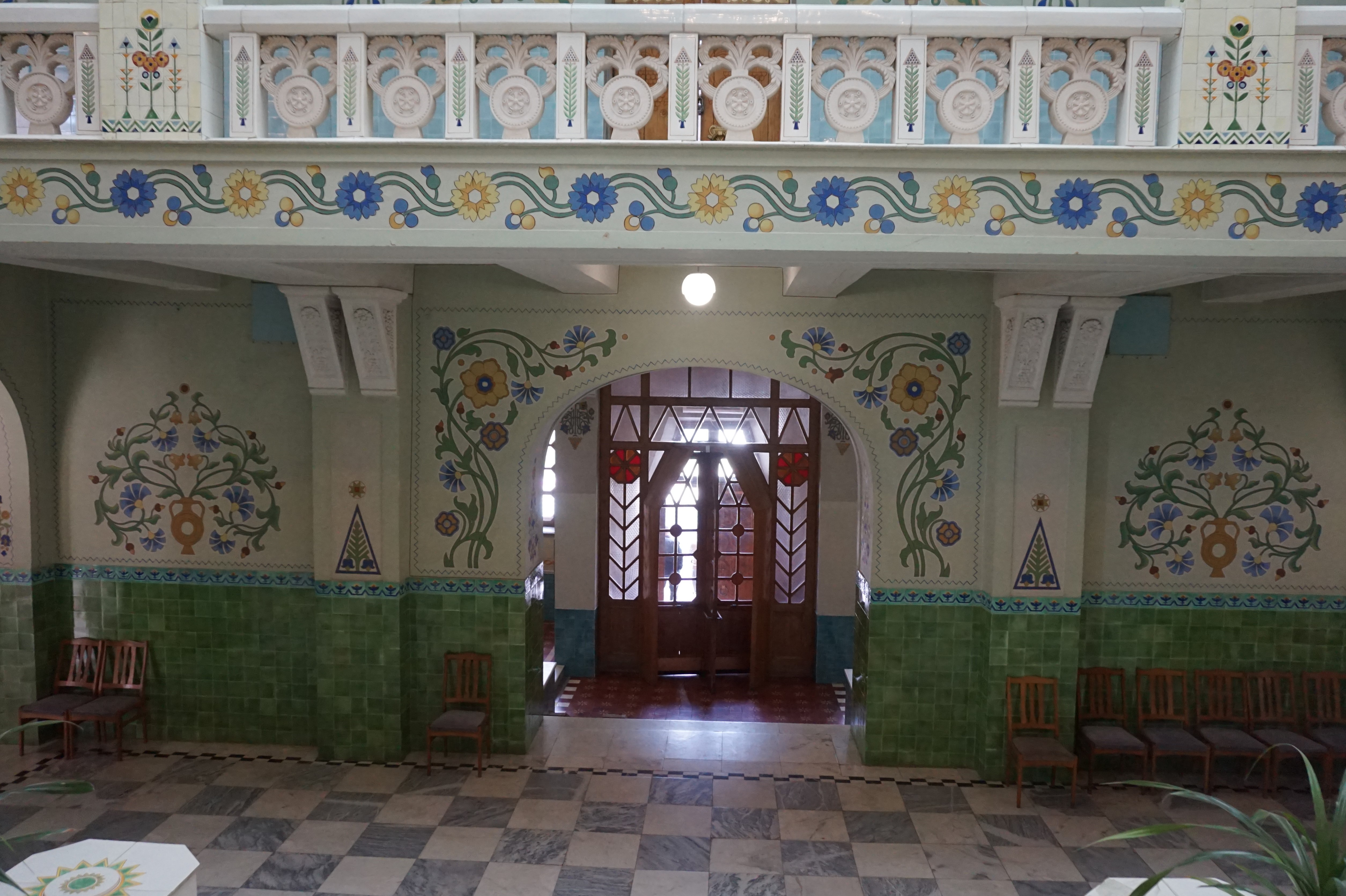
Interieur des Semstwo-Gebäudes, 1908
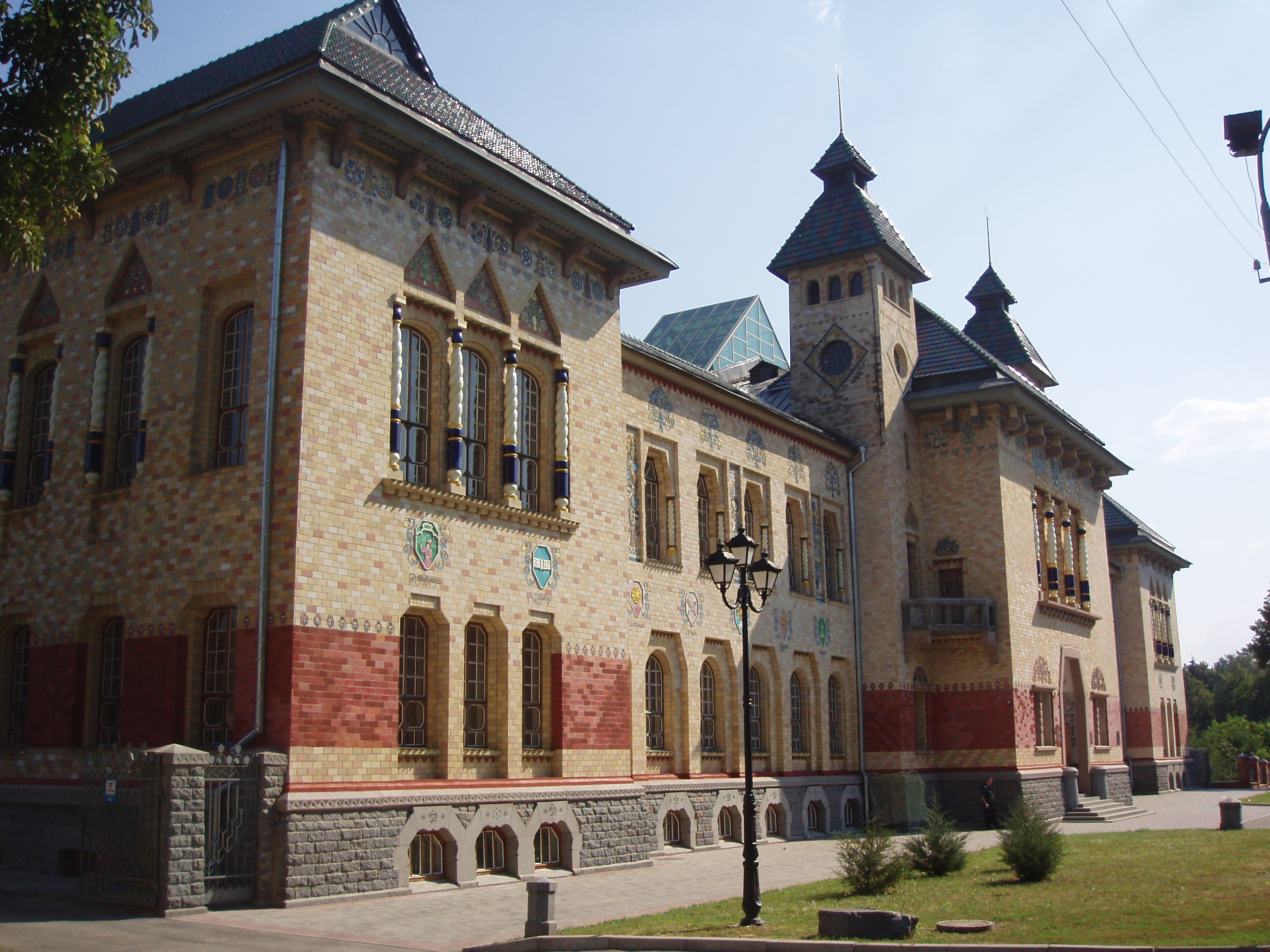
Poltawa Regionalmuseum, 2008
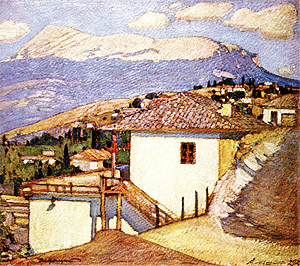
Krimtatarisches Haus, 1923
Kleines Staatswappen der Ukrainischen Volksrepublik
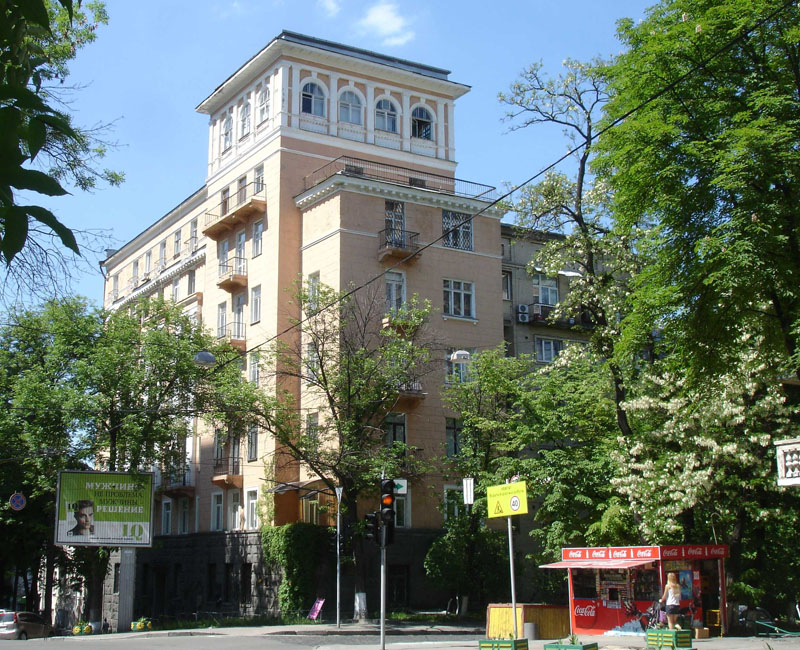
Das Rolit-Haus in Kiew